# Heliómetro

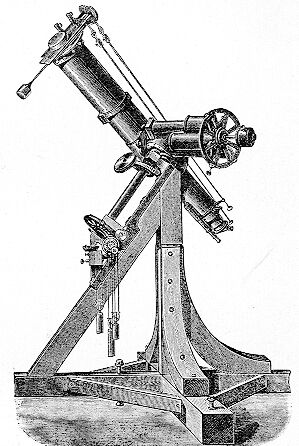
Heliómetro.

El heliómetro es un instrumento propio para medir con mucha exactitud los diámetros de los astros y particularmente los del Sol y de la Luna.
El sabio Bouguer, de la Academia de las Ciencias, inventó este instrumento en 1747 el cual se compone de dos objetivos de un foco muy largo colocados el uno al lado del otro y combinados con un solo ocular. Es preciso que el tubo del anteojo tenga una forma cónica y que la superior sea más gruesa a causa de la anchura de los dos objetivos que recibe: la extremidad inferior ha de estar guarnecida, como se hace regularmente, de su ocular y de un micrómetro.

## Otros significados
El heliómetro es un sensor de luz diurna que cuenta con 8 células fotoeléctricas más un sensor de infrarrojos. Tiene como función medir la intensidad de la luz a lo largo del día y registrar el ángulo de incidencia de la luz solar. La información que proporciona permite el automatismo de persianas motorizadas en fachadas de edificios y también la regulación de las luminarias en función de la cantidad de luz natural que exista.